# You Are So Not Invited to My Bat Mitzvah
You Are So Not Invited to My Bat Mitzvah (bra: Você Não Tá Convidada pro Meu Bat Mitzvá!; prt: Nem Penses que te Vou Convidar para o Meu Bat Mitzvah) é um filme estadunidense de comédia dramática e amadurecimento dirigido por Sammi Cohen, escrito por Alison Peck e produzido por Adam Sandler. Baseado no romance juvenil de mesmo nome de 2005, o filme é estrelado por Sunny Sandler, Samantha Lorraine, Idina Menzel, Jackie Sandler, Adam Sandler, Sadie Sandler, Dylan Hoffman, Sarah Sherman, Dan Bulla, Ido Mosseri, Jackie Hoffman e Luis Guzmán. Conta a história de duas melhores amigas cujos planos de Bat Mitzvá dão errado quando lutam pela atenção do mesmo garoto popular. Produzido pela Happy Madison Productions e Alloy Entertainment, o filme foi lançado pela Netflix em 25 de agosto de 2023.

## Enredo
Stacy Friedman é uma garota que sonha com sua iminente Bat Mitzvá, incluindo compartilhar o momento com sua BFF, Lydia Rodriguez Katz, e dançar com seu crush Andy Goldfarb. Ela entra em conflito com seus pais, Bree e Danny, sobre ter uma festa "perfeita", a qual ela sente que a preparará para o futuro, e recebe apoio de sua irmã mais velha Ronnie.
Quando Lydia é convidada para a casa da garota popular Kym Chang Cohen, Stacy a acompanha. As garotas vão para um ponto alto, onde Andy e seus amigos as encontram. Em um desafio e para impressionar Andy, Stacy concorda em pular do ponto alto na água abaixo. Sua felicidade ao receber a aprovação de Andy e de todos é de curta duração quando seu absorvente interno ensanguentado aparece ao lado dela. Zangada com a risada de Andy e ao ver Lydia rindo com o grupo, Stacy decide "terminar com isso", tendo Lydia anunciado o momento em que sua paixão por Andy "morreu".
Quando as aulas recomeçam, Stacy logo descobre que Lydia e Andy estão namorando. Sentindo-se traída, Stacy para de falar com ela. Ela envia uma mensagem de texto para um grupo anônimo dizendo que Lydia tem pelos nos mamilos. Stacy chega até mesmo a sabotar um "vídeo de entrada" que estava fazendo para a Bat Mitzvá iminente de Lydia com cenas de vídeo pessoais humilhantes. No entanto, ela não o envia.
Stacy continua tentando chamar a atenção de Andy, visitando também o lar de aposentados da avó de Andy. Ela também tenta parecer mais velha e popular do que é, discutindo com seus pais sobre atrações para sua Bat Mitzvá e quais roupas pode usar. Andy eventualmente oferece a Stacy seu primeiro beijo. Escondidos atrás das cortinas de uma arca da Torá, eles são interrompidos pela professora deles, a Rabina Rebecca. Isso leva a mais brigas entre ela e Danny.
A mãe de Lydia, Gabi, que não sabe que Stacy e Lydia estão brigando, vai à casa dos Friedmans. Ela pede a Bree o vídeo de entrada para a Bat Mitzvá de Lydia. Sem perceber o conteúdo, Bree o envia para ela. No dia da Bat Mitzvá de Lydia, o vídeo de entrada é reproduzido pelo DJ Schmuley. Embora Stacy tente fazê-lo parar o vídeo, o estrago está feito — quando Lydia está prestes a entrar na festa, ela sai correndo e diz furiosa a Stacy o que pensa.
Quando chega o dia da Bat Mitzvá de Stacy, ela se aproxima para ler da Torá de sua parashá de Ki Tissa. Ao ver Lydia e seus pais ausentes, ela para e confessa tudo à audiência presente, e repreende Andy por ser horrível e tê-las afastado. Após sua confissão, ela completa sua leitura da Torá, incentivada por Danny.
Depois, Stacy vai se desculpar com Lydia e a convida para ir à sua festa mais tarde naquela noite. Quando Lydia e seus pais chegam, eles ficam surpresos ao ver que a festa foi alterada para ser uma nova festa para ambas, Lydia e Stacy. As garotas fazem as pazes, enquanto Stacy começa a dançar com Mateo, um garoto diferente de sua escola que frequentemente buscava a atenção de Stacy.
Em algum momento depois, Stacy, Lydia e seus amigos fazem uma venda de bolos para ajudar o lar de aposentados.

## Elenco
- Idina Menzel como Bree Friedman, a mãe de Stacy
- Jackie Sandler como Gabi Rodriguez Katz, a mãe de Lydia
- Adam Sandler como Danny Friedman, o pai de Stacy
- Sadie Sandler como Ronnie Friedman, a irmã mais velha de Stacy
- Sunny Sandler como Stacy Friedman, uma jovem garota ansiosa pela sua Bat Mitzvá
- Samantha Lorraine como Lydia Rodriguez Katz, a melhor amiga de Stacy
- Dylan Hoffman como Andy Goldfarb, um garoto que é o interesse amoroso de Stacy
- Sarah Sherman como Rebecca, uma rabina
- Dan Bulla como Jelly, um cantor
- Ido Mosseri como DJ Schmuley, um DJ na Bat Mitzvá de Lydia
- Jackie Hoffman como Irene
- Luis Guzmán como Eli Rodriguez, o pai de Lydia

O restante do elenco inclui Dean Scott Vazquez como Matteo, um garoto que gosta de Stacy; Miya Cech como Kym Chang Cohen, uma garota popular que é amiga de Lydia; Dylan Chloe Dash como Tara; Millie Thorpe como Nikki; Michael Buscemi, irmão de Steve Buscemi, como um funcionário do lar de aposentados; e Bruria Cooperman como avó de Andy.

## Produção
Em 2022, a Netflix anunciou que o romance para jovens adultos de 2005 You Are So Not Invited to My Bat Mitzvah de Fiona Rosenbloom seria adaptado pela roteirista Alison Peck em um longa-metragem de mesmo nome dirigido por Sammi Cohen e estrelado por Adam Sandler. As filmagens começaram em 29 de junho de 2022, em Toronto, Canadá, e duraram até 11 de agosto. A Alloy Entertainment atuou como coprodutora do filme, ao lado da Happy Madison Productions. Em julho de 2022, Idina Menzel, Jackie Sandler, Sadie Sandler, Sunny Sandler, Samantha Lorraine, Dylan Hoffman, Sarah Sherman, Dan Bulla, Ido Mosseri, Jackie Hoffman, e Luis Guzmán foram revelados como parte do elenco.

## Lançamento
You Are So Not Invited to My Bat Mitzvah foi lançado pela Netflix em 25 de agosto de 2023.

## Recepção
O agregador de críticas Rotten Tomatoes aponta que 96% das 47 resenhas dos críticos foram positivas, com uma classificação média de 6,9/10. O consenso do site diz: "Uma comédia sobre a maioridade que evita a simples nostalgia, You Are So Not Invited to My Bat Mitzvah encontra um novo humor na ansiedade adolescente -- e sugere um futuro brilhante para a estrela Sunny Sandler". O Metacritic, que utiliza uma média ponderada, atribuiu ao filme uma pontuação de 71 em 100, com base em 19 críticos, indicando "críticas geralmente favoráveis".